# Brun juvelblomma
Brun juvelblomma (Guzmania monostachia) är en art inom familjen ananasväxter. Arten har ett stort utbredningsområde från Mexiko till Västindien och Sydamerika. Brun juvelblomma odlas ibland som krukväxt i Sverige.

## Synonymer
Bromelia tricolor Hort. Sander
Guzmania clavata (Lam.)Urb.
Guzmania comosa Bertero ex Schult.f.
Guzmania laxa Mez & Sodiro
Guzmania monostachia var. alba Ariza-Julia
Guzmania monostachia var. variegata M.B.Foster
Guzmania platysepala Mez & C.F.Baker
Guzmania sympaganthera (Ruiz & Pav.)Beer
Guzmania tricolor Ruiz & Pav.
Pourretia sympaganthera Ruiz & Pav.
Renealmia monostachia L.
Tillandsia clavata Lam.
Tillandsia gymnophylla Baker
Tillandsia monostachia (L.)L.
Tillandsia pachycarpa Baker